# Rugby (balspel)

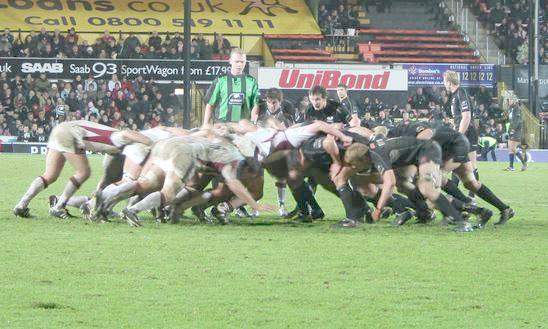
Een "scrum"

Rugby als sporttak is een benaming die van toepassing is op twee verschillende balspelen met veel overeenkomsten.

## Rugby Union en Rugby League
- Rugby Union
  - het team bestaat uit vijftien spelers
  - de scrum is een belangrijk onderdeel: een groep van iedere partij probeert elkaar in voorovergebogen houding weg te duwen om de bal te veroveren
  - line out: achter elkaar opgestelde spelers proberen de bal te veroveren die van de zijlijn wordt ingegooid
  - na een tackle ontstaat een spelsituatie, waarbij het gevecht om de bal gewoon doorgaat, met dien verstande dat elk team alleen vanaf zijn eigen kant over de liggende spelers heen de situatie mag benaderen

- Rugby League
  - het team bestaat uit dertien spelers
  - de scrum komt veel minder voor
  - line out is geen spelonderdeel
  - na een tackle stopt het gevecht om de bal en krijgt de getackelde speler de bal, deze brengt de bal in het spel middels een rolletje van de bal met de voet naar achteren (play-the-ball)

Beide vormen zijn populair in Groot-Brittannië, Frankrijk , Zuid-Afrika, Australië en Nieuw-Zeeland, wanneer er echter internationaal over rugby wordt gesproken, dan bedoelt men vrijwel altijd Rugby Union.
Rugby Union is de nationale sport in Wales, Nieuw-Zeeland en landen in de Stille Oceaan zoals Tonga, Fiji en Samoa. Het wordt ook veel gespeeld in Argentinië, Zuid-Afrika, Kenia, Roemenië, Ierland en Italië. Maar dit somt nog lang niet alles op. Rugby League is de nationale sport van Papoea-Nieuw-Guinea en wordt ook in veel van bovenvermelde landen beoefend.
In beide vormen draait het spel om het bezit van en het scoren met de ovaalvormige bal en de regel dat de bal niet voorwaarts mag worden gepassed (overgooien). Terrein mag alleen worden gewonnen door met de bal te lopen of hem vooruit te trappen.

### Varianten
Naast deze vormen zijn er ook andere spelvormen van rugby ontwikkeld. Deze worden over het algemeen alleen in toernooiverband gespeeld en zijn ontwikkeld vanuit het oogpunt rugby aantrekkelijker te maken voor een groter publiek. Vanuit het Rugby Union is het Seven-a-side of rugby sevens en Ten-a-side voortgekomen. Vanuit het Rugby league is Touch rugby voortgekomen. Van deze varianten is rugby sevens de belangrijkste. Deze vorm wordt over de gehele wereld in toernooiverband gespeeld, waarbij zeer veel toeschouwers worden getrokken.
Rugby Sevens is in 2009 verkozen om vanaf Olympische Zomerspelen 2016 deel uit te maken van de Olympische Spelen. In 1924 was het de laatste keer dat op de Olympische Spelen rugby op het programma stond. Seven-a-side wordt gespeeld met 7 spelers per team op een gewoon rugbyveld volgens de regels van Rugby Union, met een paar aanpassingen:
- De scrum bestaat uit drie spelers per team.
- Penalty kicks en conversies moeten als drop-kick worden genomen.
- Na een try kickt het team dat heeft gescoord.
- Een wedstrijd duurt 2 keer 7 minuten met uitzondering van finales.

Rugby Sevens kenmerkt zich voornamelijk door snel en dynamisch spel met weinig doodspelmomenten en veel ruimte op het veld. Een doorgebroken speler is vaak niet meer te houden. Een Rugby Sevens speler moet een allround atleet zijn.
Touch rugby is een variant waarbij intensief fysiek contact wordt voorkomen. In plaats van de gebruikelijke tackle, wordt een speler getikt. Over de gehele wereld zijn intussen teams en competities opgericht voor deze vriendelijke rugbyvariant.

## Geschiedenis

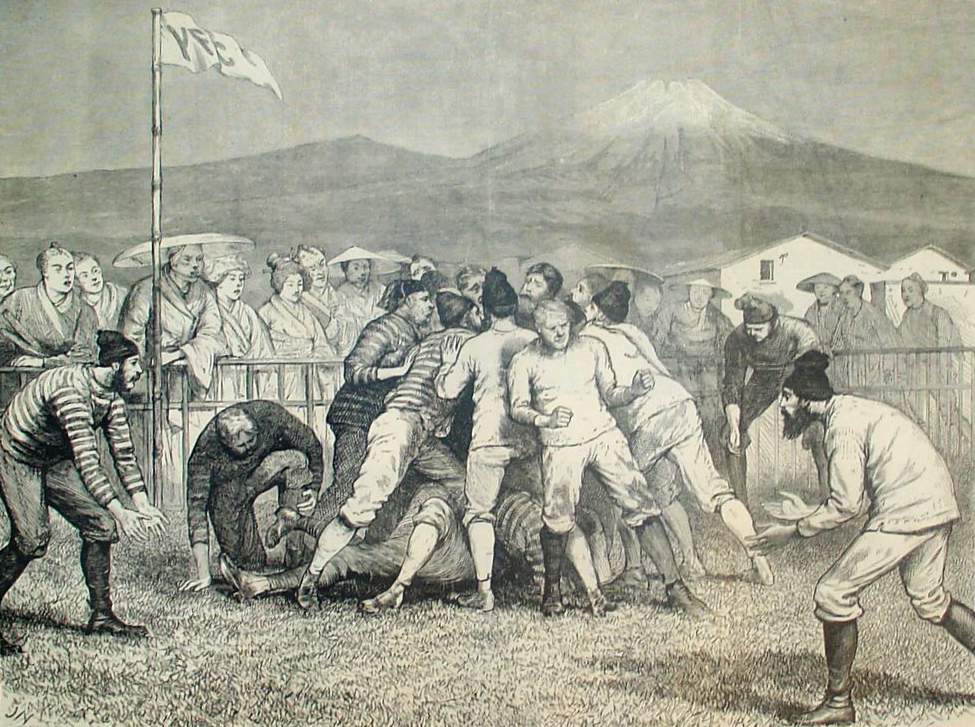
Een wedstrijd in Japan in 1874

Bepaalde studies tonen aan dat de voorvader van het rugby soule of sioule is, dat een zeer oud spel is dat al vanaf de Middeleeuwen in Frankrijk werd gespeeld. Soule heeft gemeenschappelijke kenmerken met het rugby, zoals knappan in Wales, hurling in Ierland en calcio in Italië. Deze spelen werden aan het einde van de achttiende eeuw echter niet meer populair, in tegenstelling tot folk voetbal dat haar plaats vond in de Engelse colleges.
Het balspel werd op het terrein van het voornaamste Engelse college van de stad Rugby uitgevonden. De legende zou willen dat gedurende een voetbalwedstrijd rond 1823, William Webb Ellis, leerling van de Rugby School en toekomstige pastoor, de bal in zijn armen droeg en bij de tegenstanders ging scoren terwijl de traditionele voetballer dit met de voet deed.

### Rugby versus voetbal
In werkelijkheid is de oorsprong van rugby veel ingewikkelder. Elk college had zijn eigen regels en het spel aan de voet en de hand waren frequent. Het gebaar van William Webb Ellis, om met de bal in zijn handen te lopen, in een fase van het spel die het niet toeliet, heeft geleidelijk de regels van Rugby doen evolueren. De verspreiding van de sport werd geholpen door het verschijnen van de spoorwegen, waardoor de colleges niet meer geïsoleerd waren en sportevenementen mogelijk werden.
Om de wedstrijden goed te laten verlopen moesten er serieuze regels komen. De verschillende colleges hanteerden verschillende regels en de wedstrijden werden gespeeld volgende de regels van de ontvangende partij. Dit leidde tot onenigheid tussen de mensen die met de voet speelden en diegene die alleen met de handen speelden. Beweerd werd dat het spelen met de voet veel te gevaarlijk was. Uit deze controverse ontstonden uiteindelijk de Voetbal Vereniging en het Rugby-voetbal.
Rugby-voetbal werd meer in de Rugby scholen gespeeld en het is daarom dat de regels van Rugby-voetbal opgeschreven werden in 1846 door de leerlingen.
De achtste december 1863 werden de definitieve regels opgeschreven in Cambridge door oude leerlingen en zo is het Rugby-voetbal ontstaan.

### De eerste rugbybond
In 1871, om zich definitief van het voetbal en "De Voetbal Vereniging" te onderscheiden, werd de eerste nationale rugbybond gecreëerd: de Rugby Voetbal Unie (RFU). In dit jaar wordt ook de eerste officiële match gespeeld: Schotland vs. Engeland in Edinburgh.

Geleidelijk zou de RFU verschillende regels goedkeuren om het spel te verbeteren, zoals de afschaffing van bepaalde gevaarlijke slagen, de pass met de handen in 1875, en de vermindering van het aantal spelers van twintig tot vijftien in 1877. Rugby werd, nadat het aanvankelijk gereserveerd was voor de elite, beetje bij beetje toegankelijk voor alle sociale lagen.
In 2007 telt men ongeveer 3,5 miljoen mensen die lid zijn van een Rugbyclub.

## Rugby in Nederland

### Geschiedenis
Op 24 september 1918 werd de eerste officiële Nederlandse Rugbyvereniging opgericht: de Delftsche Studenten Rugby-Club. In 1919 werden twee nieuwe teams opgericht, de Amsterdamse Studenten Rugby Vereniging (ASRV) en de Groningsche Studenten Rugby Club Forward (GSRC). Deze twee teams en DSR-C vormden samen op 7 september 1920 de Nederlandse Rugby Bond. Later werd de Rotterdamse club RSSV het vierde lid van de Rugby Bond.
De eerste Nederlandse Rugby Bond was echter geen lang leven gegund. Na het vertrek van Zuid-Afrikaanse studenten tegen het eind van 1923 werd GSRC Forward opgeheven. Niet lang daarna stopten ook Rotterdam en Amsterdam. Alleen DSR-C bleef bestaan, maar dat was niet voldoende om de Nederlandse Rugby Bond te redden. Die werd in 1923 opgeheven. 

Pas in 1932 waren er weer voldoende rugbyclubs om opnieuw een Nederlandse Rugby Bond op te richten. Dit gebeurde op 1 oktober 1932 te Amsterdam. In 2016 waren er bij de NRB ongeveer 85 clubs aangesloten.
Sinds 1975 wordt de sport in Nederland ook door vrouwen gespeeld. Tijdens het eerste lustrum van Rugbyclub Wageningen spelen vriendinnen van spelers van Rugbyclub Wageningen en ESRC The Elephants de eerste damesrugbywedstrijd op Nederlandse bodem. 

### Huidige competitie
De Nederlandse competitie begint in september en eindigt in mei. Vanaf mei tot en met juni worden toernooien en andere activiteiten georganiseerd. De competitie is bij de heren onderverdeeld in 5 klassen. De Ereklasse is de hoogste klasse. De damescompetitie is onderverdeeld in 4 klassen. De Ereklasse is de hoogste klasse. Rugby dames- en meisjesteams zijn over het hele land te vinden. Het Nationale Damesteam Rugby Union heeft in tegenstelling tot de mannen al meegedaan aan eindrondes van het wereldkampioenschap.
Nederland wordt internationaal vertegenwoordigd door de volgende nationale selecties, naast een nationaal studententeam en een nationaal militair team: 
- Nederlands rugbyteam (mannen)
- Nederlands rugbyteam (vrouwen)
- Nederland onder 20
- Nederland onder 19
- Nederland onder 18
- Nederland onder 17
- Heren Sevens-selectie
- Dames Sevens-selectie

Voor de jeugd zijn er aangepaste regels: tot 12 jaar wordt er in kleinere teams gespeeld. Er wordt geen competitie gespeeld, maar de wedstrijden zijn gericht op spelplezier.

## Rugby in Frankrijk
De eerste rugbyclub in Frankrijk werd in 1870 opgericht in Le Havre. De sport verspreidde zich verder over het land via studenten en militairen. De sport is vooral populair in het zuiden van Frankrijk.